# Герб Джерсі
Герб Джерсі (англ. Coat of arms of Jersey) — один з державних символів британського коронного володіння Джерсі. Був дарований острову королем Едуардом I 1279 року.
Герб Джерсі є червоним щитом, на якому зображені три британські леви. Одночасно нагадує герби Нормандії, Англії, Гернсі та Сарка. 1981 року доданий на прапор Джерсі.